# Zale benesignata
Zale benesignata är en fjärilsart som beskrevs av Harvey 1875. Zale benesignata ingår i släktet Zale och familjen nattflyn. Inga underarter finns listade i Catalogue of Life.